# المدرسة الحجتية
المدرسة الحجّتية هي : من المدارس الكبيرة والمهمة بمدينة قم المقدسة وهي مدرسة علمية دينية، ذات طابع تقليدي، بناها آية اللّه العظمى العلامة السيّد محمّد الحجّة ، فاشتهرت باسمه : الحجّتية. تعتمد الأسلوب الجوامعي أو المسجدي أو ما يعرف بالحوزوي في الدراسة، وتضمّ ثمان عمارات بمائتين وخمسين غرفة، ومكتبة عامّة، وحدائق جميلة في صحن المدرسة، يسكن فيها أكثر من خمسمائة طالب علم . واليوم يسكنها الطلاب غير الإيرانيين من جاليات مختلفة من أكثر من ثلاثين دولة .

## مواضيع ذات صلة
- الحوزة العلمية
- حوزة قم
- جامعة المصطفى العالمية
- قم